# 鈴の森神社
鈴の森神社（すずのもりじんじゃ）は、兵庫県神崎郡福崎町にある神社。旧社格は村社。民俗学者柳田國男にゆかりのある神社として知られる。

## 祭神
主祭神
- 彦瓊々杵命（ヒコホノニニギノミコト）

配祀神
- 天児屋根命（アメノコヤネノミコト）
- 太玉命（フトタマノミコト）

## 歴史
創建年代は不詳。社名に含まれる「すず」とは聖地の意味であるとされており、播磨鑑には大己貴命が峯相山より宍粟郡へ遷座したときに播磨の神々がここに集まったという記述がある。また、元々は現在の社地より北西にある古宮跡に神社があったという伝承がある。1874年（明治7年）2月には村社に列した。

## 文化財

### 天然記念物（町指定）

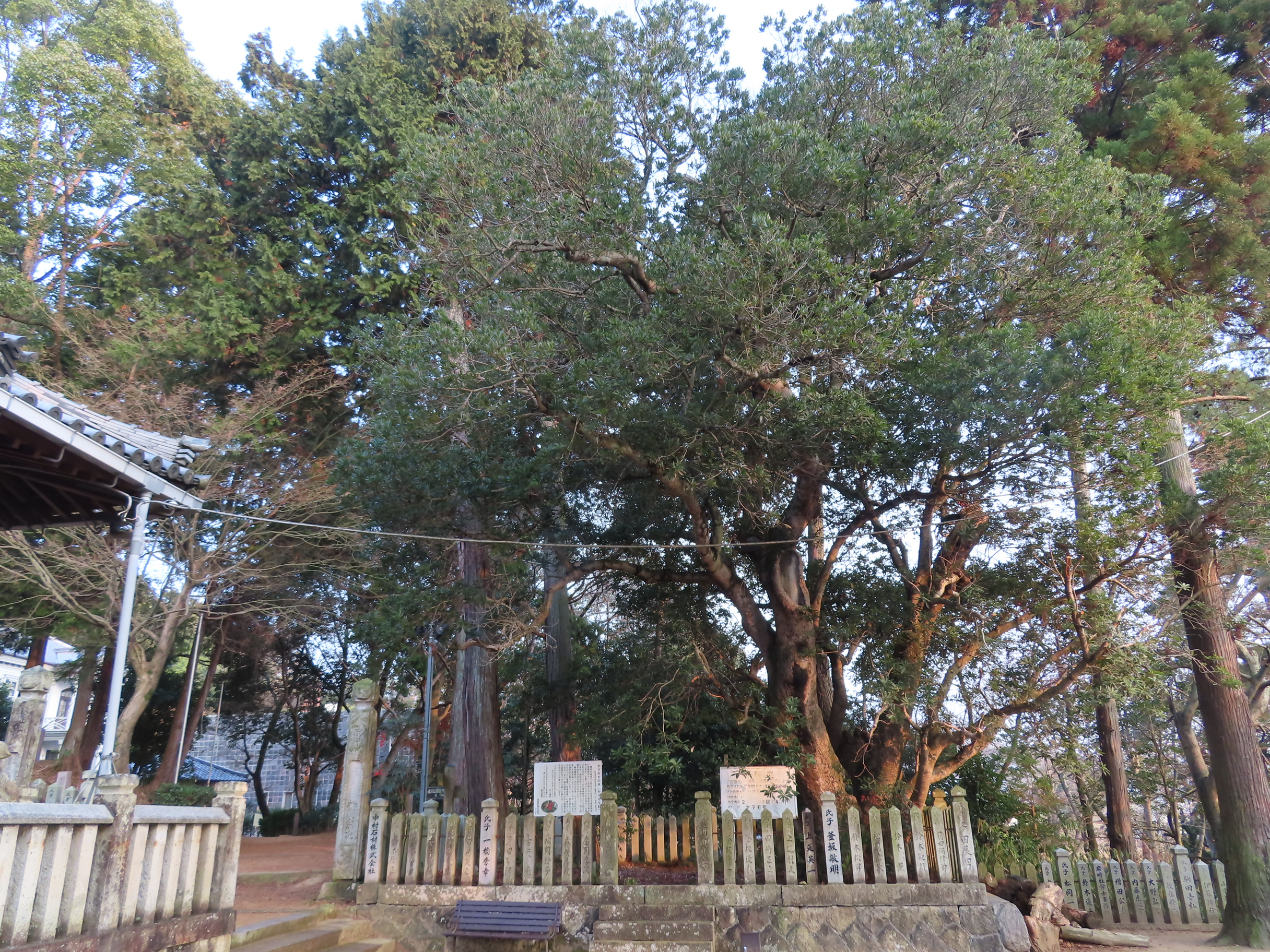
鈴の森神社のヤマモモ

- ヤマモモ（昭和61年4月1日 指定）

拝殿向かいの右側にあるヤマモモの巨木であり、樹高約13m、根元周囲は約3.3mと町内最大の大樹として同時に保存樹の指定も受けている。この大樹も柳田國男と深い関わりがあり、『孤猿随筆』には子どもたちが年中木登りをしていた描写や親に不器用だと木登りを止められていた柳田が木登りの様子を狛犬に乗って眺めていたことが記されている。

## 現地情報
所在地
- 兵庫県神崎郡福崎町西田原1038-7

交通アクセス
- 最寄駅：JR播但線福崎駅下車後、徒歩約24分（東南東へ1900m）

周辺
- 柳田國男生家 - もとは辻川の街道沿いにあったものを1974年（昭和49年）に神社のそばに移築したものである[3]。現在は兵庫県指定重要民俗文化財に指定されている[3]。